# 그레그 루가니스
그레그 루가니스(영어: Gregory “Greg” Efthimios Louganis 그레고리 에프시미오스 루가니스[*], 1960년 1월 29일 ~ )는 미국의 은퇴한 다이빙 선수이다.
사모아계와 스웨덴계의 혼혈이나, 캘리포니아주의 그리스계 집안에 입양되어 루가니스라는 성을 얻었다.
어린 시절 올림픽 다이빙 금메달리스트 출신의 한국계 미국인 새미 리의 눈에 띄어 그의 지도를 받으며 기량이 크게 성장하여, 1976년 불과 16세의 나이로 대표팀에 선발되어 몬트리올 올림픽에 출전했다. 이 대회에서 그는 10미터 플랫폼 부문에서 올림픽 다이빙 사상 최연소 은메달 획득을 달성했다.
그 후 세계 선수권, 팬아메리칸 게임 등을 석권하며 세계적인 다이빙선수로 왕성하게 활동했으나, 1980년 하계 올림픽 대회에는 미국의 보이콧으로 불참했다. 1984년 고국 미국에서 열린 하계 올림픽에서 10미터 플랫폼과 3미터 스프링보드를 석권하며 남자 다이빙에 걸린 2개의 금메달을 모두 거머쥐었다.
이어 1988년 대한민국 서울에서 열린 하계 올림픽에서 다시 플랫폼과 스프링보드에서 금메달을 따면서 올림픽 다이빙 사상 최초의 2관왕 2연패를 달성하여 다이빙계의 스타가 되었다. 1988년 올림픽 다이빙 스프링보드 경기 당시 그는 뒤로 2회전 돌기를 하다가 스프링보드에 머리를 부딪혀 피를 흘리는 부상을 당했지만, 남은 경기를 포기하지 않고 투혼을 발휘하며 보여주며 금메달을 획득하여 더욱 많은 존경을 받았다.
그러나 그는 후에 자신이 동성애자임을 밝히면서 서울올림픽 전에 이미 HIV 양성 반응을 보였다고 고백하여 충격을 주었다. 수영장에 에이즈 보균자의 혈액이 들어간 것이 문제를 일으키는 것이 아닌가에 대하여 약간의 논란이 있었다.(다만 에이즈균이 성접촉및 수혈같은 직접적인 접촉없이 전파되는 가능성은 극도로 낮다)
이러한 논란에도 그는 역사상 가장 훌륭한 다이빙 선수 중 한 명으로 많은 존경을 받고 있다.